# 710 Dywizja Piechoty (III Rzesza)
710 Dywizja Piechoty (niem. 710. Infanterie-Division) – niemiecka dywizja z czasów II wojny światowej, sformowana w Oldenburgu na mocy rozkazu z 2 maja 1941, w 15. fali mobilizacyjnej w X Okręgu Wojskowym.

## Struktura organizacyjna
- Stan w maju 1941:

730. i 740. pułk piechoty, 650. oddział artylerii, 710. kompania przeciwpancerna, 710. kompania łączności;
- Stan w maju 1943:

730. i 740. pułk grenadierów, I./650. pułku artylerii, 710. kompania przeciwpancerna, 710. kompania łączności;
- Stan w sierpniu 1943:

730. i 740. pułk grenadierów, I./650. pułku artylerii, 710. batalion pionierów, 710. kompania przeciwpancerna, 710. kompania łączności;
- Stan w marcu 1945:

730. i 740. pułk grenadierów, 650. pułk artylerii, 710. batalion pionierów, 710. oddział przeciwpancerny, 710. oddział łączności, 710. polowy batalion zapasowy;

## Dowódcy dywizji
- gen. por. Theodor Petsch 3 V 1941 – 1 X 1944;
- gen. por. Rudolf – Eduard Licht 1 X 1944 – 15 IV 1945;
- gen. mjr[1] Walter Gorn 15 IV 1945 – 8 V 1945;